# Qualificazioni al campionato mondiale di calcio 1990 - UEFA
Sono elencate di seguito le date e i risultati della zona europea (UEFA) per le qualificazioni al mondiale del 1990.

## Formula
L'Italia è qualificata direttamente come paese ospitante.
Rimangono 32 squadre per 13 posti disponibili per la fase finale: si suddividono in 7 gruppi di qualificazione, quattro gruppi composti da cinque squadre e tre gruppi composti da quattro squadre.
Ogni squadra gioca partite di andata e ritorno; nei gruppi di cinque squadre si qualificano alla fase finale le prime 2 classificate, nei gruppi di quattro squadre si qualificano alla fase finale la prima classificata e le due migliori seconde.

## Gruppo 1
| Data             | Luogo      | Squadra 1 | Risultato | Squadra 2 |
| ---------------- | ---------- | --------- | --------- | --------- |
| 19 ottobre 1988  | Atene      | Grecia    | 1 - 1     | Danimarca |
| 19 ottobre 1988  | Sofia      | Bulgaria  | 1 - 3     | Romania   |
| 2 novembre 1988  | Bucarest   | Romania   | 3 - 0     | Grecia    |
| 2 novembre 1988  | Copenaghen | Danimarca | 1 - 1     | Bulgaria  |
| 26 aprile 1989   | Atene      | Grecia    | 0 - 0     | Romania   |
| 26 aprile 1989   | Sofia      | Bulgaria  | 0 - 2     | Danimarca |
| 17 maggio 1989   | Bucarest   | Romania   | 1 - 0     | Bulgaria  |
| 17 maggio 1989   | Copenaghen | Danimarca | 7 - 1     | Grecia    |
| 11 ottobre 1989  | Varna      | Bulgaria  | 4 - 0     | Grecia    |
| 11 ottobre 1989  | Copenaghen | Danimarca | 3 - 0     | Romania   |
| 15 novembre 1989 | Atene      | Grecia    | 1 - 0     | Bulgaria  |
| 15 novembre 1989 | Bucarest   | Romania   | 3 - 1     | Danimarca |

| Pos | Squadra   | Pti | G | V | N | P | GF | GS | DR  |
| --- | --------- | --- | - | - | - | - | -- | -- | --- |
| 1   | Romania   | 9   | 6 | 4 | 1 | 1 | 10 | 5  | +5  |
| 2   | Danimarca | 8   | 6 | 3 | 2 | 1 | 15 | 6  | +9  |
| 3   | Grecia    | 4   | 6 | 1 | 2 | 3 | 3  | 15 | -12 |
| 4   | Bulgaria  | 3   | 6 | 1 | 1 | 4 | 6  | 8  | -2  |

 Romania qualificata.

## Gruppo 2
| Data             | Luogo     | Squadra 1   | Risultato | Squadra 2   |
| ---------------- | --------- | ----------- | --------- | ----------- |
| 19 ottobre 1988  | Londra    | Inghilterra | 0 - 0     | Svezia      |
| 19 ottobre 1988  | Chorzów   | Polonia     | 1 - 0     | Albania     |
| 5 novembre 1988  | Tirana    | Albania     | 1 - 2     | Svezia      |
| 8 marzo 1988     | Tirana    | Albania     | 0 - 2     | Inghilterra |
| 26 aprile 1989   | Londra    | Inghilterra | 5 - 0     | Albania     |
| 7 maggio 1989    | Stoccolma | Svezia      | 2 - 1     | Polonia     |
| 3 giugno 1989    | Londra    | Inghilterra | 3 - 0     | Polonia     |
| 6 settembre 1989 | Stoccolma | Svezia      | 0 - 0     | Inghilterra |
| 8 ottobre 1989   | Stoccolma | Svezia      | 3 - 1     | Albania     |
| 11 ottobre 1989  | Chorzów   | Polonia     | 0 - 0     | Inghilterra |
| 15 ottobre 1989  | Chorzów   | Polonia     | 0 - 2     | Svezia      |
| 15 novembre 1989 | Tirana    | Albania     | 1 - 2     | Polonia     |

| Pos | Squadra     | Pti | G | V | N | P | GF | GS | DR  |
| --- | ----------- | --- | - | - | - | - | -- | -- | --- |
| 1   | Svezia      | 10  | 6 | 4 | 2 | 0 | 9  | 3  | +6  |
| 2   | Inghilterra | 9   | 6 | 3 | 3 | 0 | 10 | 0  | +10 |
| 3   | Polonia     | 5   | 6 | 2 | 1 | 3 | 4  | 8  | -4  |
| 4   | Albania     | 0   | 6 | 0 | 0 | 6 | 3  | 15 | -12 |

 Svezia e  Inghilterra qualificate.

## Gruppo 3
| Data              | Luogo           | Squadra 1        | Risultato | Squadra 2        |
| ----------------- | --------------- | ---------------- | --------- | ---------------- |
| 31 agosto 1988    | Reykjavík       | Islanda          | 1 - 1     | Unione Sovietica |
| 12 ottobre 1988   | Istanbul        | Turchia          | 1 - 1     | Islanda          |
| 19 ottobre 1988   | Kiev            | Unione Sovietica | 2 - 0     | Austria          |
| 19 ottobre 1988   | Berlino Est     | Germania Est     | 2 - 0     | Islanda          |
| 2 novembre 1988   | Vienna          | Austria          | 3 - 2     | Turchia          |
| 30 novembre 1988  | Istanbul        | Turchia          | 3 - 1     | Germania Est     |
| 12 aprile 1989    | Magdeburgo      | Germania Est     | 0 - 2     | Turchia          |
| 26 aprile 1989    | Kiev            | Unione Sovietica | 3 - 0     | Germania Est     |
| 10 maggio 1989    | Istanbul        | Turchia          | 0 - 1     | Unione Sovietica |
| 20 maggio 1989    | Lipsia          | Germania Est     | 1 - 1     | Austria          |
| 31 maggio 1989    | Mosca           | Unione Sovietica | 1 - 1     | Islanda          |
| 14 giugno 1989    | Reykjavík       | Islanda          | 0 - 0     | Austria          |
| 23 agosto 1989    | Salisburgo      | Austria          | 2 - 1     | Islanda          |
| 6 settembre 1989  | Vienna          | Austria          | 0 - 0     | Unione Sovietica |
| 6 settembre 1989  | Reykjavík       | Islanda          | 0 - 3     | Germania Est     |
| 20 settembre 1989 | Reykjavík       | Islanda          | 2 - 1     | Turchia          |
| 8 ottobre 1989    | Karl-Marx-Stadt | Germania Est     | 2 - 1     | Unione Sovietica |
| 25 ottobre 1989   | Istanbul        | Turchia          | 3 - 0     | Austria          |
| 15 novembre 1989  | Simferopoli     | Unione Sovietica | 2 - 0     | Turchia          |
| 15 novembre 1989  | Vienna          | Austria          | 3 - 0     | Germania Est     |

| Pos | Squadra          | Pti | G | V | N | P | GF | GS | DR |
| --- | ---------------- | --- | - | - | - | - | -- | -- | -- |
| 1   | Unione Sovietica | 11  | 8 | 4 | 3 | 1 | 11 | 4  | +7 |
| 2   | Austria          | 9   | 8 | 3 | 3 | 2 | 9  | 9  | 0  |
| 3   | Turchia          | 7   | 8 | 3 | 1 | 4 | 12 | 10 | +2 |
| 4   | Germania Est     | 7   | 8 | 3 | 1 | 4 | 9  | 13 | -4 |
| 5   | Islanda          | 6   | 8 | 1 | 4 | 3 | 3  | 11 | -5 |

 Unione Sovietica e  Austria qualificate.

## Gruppo 4
| Data              | Luogo             | Squadra 1      | Risultato | Squadra 2      |
| ----------------- | ----------------- | -------------- | --------- | -------------- |
| 31 agosto 1988    | Helsinki          | Finlandia      | 0 - 4     | Germania Ovest |
| 14 settembre 1988 | Amsterdam         | Paesi Bassi    | 1 - 0     | Galles         |
| 19 ottobre 1988   | Swansea           | Galles         | 2 - 2     | Finlandia      |
| 19 ottobre 1988   | Monaco di Baviera | Germania Ovest | 0 - 0     | Paesi Bassi    |
| 26 aprile 1989    | Rotterdam         | Paesi Bassi    | 1 - 1     | Germania Ovest |
| 31 maggio 1989    | Cardiff           | Galles         | 0 - 0     | Germania Ovest |
| 31 maggio 1989    | Helsinki          | Finlandia      | 0 - 1     | Paesi Bassi    |
| 6 settembre 1989  | Helsinki          | Finlandia      | 1 - 0     | Galles         |
| 4 ottobre 1989    | Dortmund          | Germania Ovest | 6 - 1     | Finlandia      |
| 11 novembre 1989  | Wrexham           | Galles         | 1 - 2     | Paesi Bassi    |
| 15 novembre 1989  | Rotterdam         | Paesi Bassi    | 3 - 0     | Finlandia      |
| 15 novembre 1989  | Colonia           | Germania Ovest | 2 - 1     | Galles         |

| Pos | Squadra        | Pti | G | V | N | P | GF | GS | DR  |
| --- | -------------- | --- | - | - | - | - | -- | -- | --- |
| 1   | Paesi Bassi    | 10  | 6 | 4 | 2 | 0 | 8  | 2  | +6  |
| 2   | Germania Ovest | 9   | 6 | 3 | 3 | 0 | 13 | 3  | +10 |
| 3   | Finlandia      | 3   | 6 | 1 | 1 | 4 | 4  | 16 | -12 |
| 4   | Galles         | 2   | 6 | 0 | 2 | 4 | 4  | 8  | -4  |

 Paesi Bassi e  Germania Ovest qualificate.

## Gruppo 5
| Data              | Luogo    | Squadra 1  | Risultato | Squadra 2  |
| ----------------- | -------- | ---------- | --------- | ---------- |
| 14 settembre 1988 | Oslo     | Norvegia   | 1 - 2     | Scozia     |
| 28 settembre 1988 | Parigi   | Francia    | 1 - 0     | Norvegia   |
| 19 ottobre 1988   | Glasgow  | Scozia     | 1 - 1     | Jugoslavia |
| 22 ottobre 1988   | Nicosia  | Cipro      | 1 - 1     | Francia    |
| 2 novembre 1988   | Limassol | Cipro      | 0 - 3     | Norvegia   |
| 19 novembre 1988  | Belgrado | Jugoslavia | 3 - 2     | Francia    |
| 11 dicembre 1988  | Belgrado | Jugoslavia | 4 - 0     | Cipro      |
| 8 febbraio 1989   | Limassol | Cipro      | 2 - 3     | Scozia     |
| 8 marzo 1989      | Glasgow  | Scozia     | 2 - 0     | Francia    |
| 26 aprile 1989    | Glasgow  | Scozia     | 2 - 1     | Cipro      |
| 29 aprile 1989    | Parigi   | Francia    | 0 - 0     | Jugoslavia |
| 21 maggio 1989    | Oslo     | Norvegia   | 3 - 1     | Cipro      |
| 14 giugno 1989    | Oslo     | Norvegia   | 1 - 2     | Jugoslavia |
| 5 settembre 1989  | Oslo     | Norvegia   | 1 - 1     | Francia    |
| 6 settembre 1989  | Zagabria | Jugoslavia | 3 - 1     | Scozia     |
| 11 ottobre 1989   | Sarajevo | Jugoslavia | 1 - 0     | Norvegia   |
| 11 ottobre 1989   | Parigi   | Francia    | 3 - 0     | Scozia     |
| 15 ottobre 1989   | Atene    | Cipro      | 1 - 2     | Jugoslavia |
| 15 novembre 1989  | Glasgow  | Scozia     | 1 - 1     | Norvegia   |
| 18 novembre 1989  | Tolosa   | Francia    | 2 - 0     | Cipro      |

| Pos | Squadra    | Pti | G | V | N | P | GF | GS | DR  |
| --- | ---------- | --- | - | - | - | - | -- | -- | --- |
| 1   | Jugoslavia | 14  | 8 | 6 | 2 | 0 | 16 | 6  | +10 |
| 2   | Scozia     | 10  | 8 | 4 | 2 | 2 | 12 | 12 | 0   |
| 3   | Francia    | 9   | 8 | 3 | 3 | 2 | 10 | 7  | +3  |
| 4   | Norvegia   | 6   | 8 | 2 | 2 | 4 | 10 | 9  | +1  |
| 5   | Cipro      | 1   | 8 | 0 | 1 | 7 | 6  | 20 | -14 |

 Jugoslavia e  Scozia qualificate.

## Gruppo 6
| Data              | Luogo    | Squadra 1        | Risultato | Squadra 2        |
| ----------------- | -------- | ---------------- | --------- | ---------------- |
| 21 maggio 1988    | Belfast  | Irlanda del Nord | 3 - 0     | Malta            |
| 14 settembre 1988 | Belfast  | Irlanda del Nord | 0 - 0     | Irlanda          |
| 19 ottobre 1988   | Budapest | Ungheria         | 1 - 0     | Irlanda del Nord |
| 16 novembre 1988  | Siviglia | Spagna           | 2 - 0     | Irlanda          |
| 11 dicembre 1988  | Attard   | Malta            | 2 - 2     | Ungheria         |
| 21 dicembre 1988  | Siviglia | Spagna           | 4 - 0     | Irlanda del Nord |
| 22 gennaio 1989   | Attard   | Malta            | 0 - 2     | Spagna           |
| 8 febbraio 1989   | Belfast  | Irlanda del Nord | 0 - 2     | Spagna           |
| 8 marzo 1989      | Budapest | Ungheria         | 0 - 0     | Irlanda          |
| 23 marzo 1989     | Siviglia | Spagna           | 4 - 0     | Malta            |
| 12 aprile 1989    | Budapest | Ungheria         | 1 - 1     | Malta            |
| 26 aprile 1989    | Attard   | Malta            | 0 - 2     | Irlanda del Nord |
| 26 aprile 1989    | Dublino  | Irlanda          | 1 - 0     | Spagna           |
| 28 maggio 1989    | Dublino  | Irlanda          | 2 - 0     | Malta            |
| 4 giugno 1989     | Dublino  | Irlanda          | 2 - 0     | Ungheria         |
| 6 settembre 1989  | Belfast  | Irlanda del Nord | 1 - 2     | Ungheria         |
| 11 ottobre 1989   | Dublino  | Irlanda          | 3 - 0     | Irlanda del Nord |
| 11 ottobre 1989   | Budapest | Ungheria         | 2 - 2     | Spagna           |
| 15 ottobre 1989   | Siviglia | Spagna           | 4 - 0     | Ungheria         |
| 15 novembre 1989  | Attard   | Malta            | 0 - 2     | Irlanda          |

| Pos | Squadra          | Pti | G | V | N | P | GF | GS | DR  |
| --- | ---------------- | --- | - | - | - | - | -- | -- | --- |
| 1   | Spagna           | 13  | 8 | 6 | 1 | 1 | 20 | 3  | +17 |
| 2   | Irlanda          | 12  | 8 | 5 | 2 | 1 | 10 | 2  | +8  |
| 3   | Ungheria         | 8   | 8 | 2 | 4 | 2 | 8  | 12 | -4  |
| 4   | Irlanda del Nord | 5   | 8 | 2 | 1 | 5 | 6  | 12 | -6  |
| 5   | Malta            | 2   | 8 | 0 | 2 | 6 | 3  | 18 | -15 |

 Spagna e  Irlanda qualificate.

## Gruppo 7
| Data              | Luogo            | Squadra 1      | Risultato | Squadra 2      |
| ----------------- | ---------------- | -------------- | --------- | -------------- |
| 21 settembre 1988 | Lussemburgo      | Lussemburgo    | 1 - 4     | Svizzera       |
| 18 ottobre 1988   | Esch-sur-Alzette | Lussemburgo    | 0 - 2     | Cecoslovacchia |
| 19 ottobre 1988   | Bruxelles        | Belgio         | 1 - 0     | Svizzera       |
| 16 novembre 1988  | Bratislava       | Cecoslovacchia | 0 - 0     | Belgio         |
| 16 novembre 1988  | Porto            | Portogallo     | 1 - 0     | Lussemburgo    |
| 15 febbraio 1989  | Lisbona          | Portogallo     | 1 - 1     | Belgio         |
| 26 aprile 1989    | Lisbona          | Portogallo     | 3 - 1     | Svizzera       |
| 29 aprile 1989    | Bruxelles        | Belgio         | 2 - 1     | Cecoslovacchia |
| 9 maggio 1989     | Praga            | Cecoslovacchia | 4 - 0     | Lussemburgo    |
| 1º giugno 1989    | Lilla            | Lussemburgo    | 0 - 5     | Belgio         |
| 7 giugno 1989     | Berna            | Svizzera       | 0 - 1     | Cecoslovacchia |
| 6 settembre 1989  | Bruxelles        | Belgio         | 3 - 0     | Portogallo     |
| 20 settembre 1989 | Neuchâtel        | Svizzera       | 1 - 2     | Portogallo     |
| 6 ottobre 1989    | Praga            | Cecoslovacchia | 2 - 1     | Portogallo     |
| 11 ottobre 1989   | Saarbrücken      | Lussemburgo    | 0 - 3     | Portogallo     |
| 11 ottobre 1989   | Basilea          | Svizzera       | 2 - 2     | Belgio         |
| 25 ottobre 1989   | Praga            | Cecoslovacchia | 3 - 0     | Svizzera       |
| 25 ottobre 1989   | Bruxelles        | Belgio         | 1 - 1     | Lussemburgo    |
| 15 novembre 1989  | Lisbona          | Portogallo     | 0 - 0     | Cecoslovacchia |
| 15 novembre 1989  | San Gallo        | Svizzera       | 2 - 1     | Lussemburgo    |

| Pos | Squadra        | Pti | G | V | N | P | GF | GS | DR  |
| --- | -------------- | --- | - | - | - | - | -- | -- | --- |
| 1   | Belgio         | 12  | 8 | 4 | 4 | 0 | 15 | 5  | +10 |
| 2   | Cecoslovacchia | 12  | 8 | 5 | 2 | 1 | 13 | 3  | +10 |
| 3   | Portogallo     | 10  | 8 | 4 | 2 | 2 | 11 | 8  | +3  |
| 4   | Svizzera       | 5   | 8 | 2 | 1 | 5 | 10 | 14 | -4  |
| 5   | Lussemburgo    | 1   | 8 | 0 | 1 | 7 | 3  | 22 | -19 |

 Belgio e  Cecoslovacchia qualificati.